# Isops loricata
Isops loricata är en svampdjursart som först beskrevs av Lendenfeld 1894.  Isops loricata ingår i släktet Isops och familjen Geodiidae.
Artens utbredningsområde är Adriatiska havet. Inga underarter finns listade i Catalogue of Life.